# Powieść środowiskowa
Powieść środowiskowa – jedna z odmian powieści społeczno-obyczajowej, szczególnie rozpowszechniona w II połowie XIX wieku, związana z naturalizmem.

## Cechy gatunku
Celem powieści środowiskowej jest dokonanie możliwie szczegółowego i obiektywnego opisu jednego specyficznego środowiska, najczęściej zawodowego, regionalnego lub etnicznego, tworzącego półzamkniętą społeczność wyraźnie odmienną od reszty społeczeństwa pod względem obyczajowym, kulturowym, językowym itp. W utworach tego rodzaju opis środowiska jest ważniejszy niż akcja utworu, która w teorii powinna zostać ograniczona do minimum i w pełni wpisywać się w realia opisywanej społeczności. Wynika z tego postulat „typowości” bohaterów - muszą oni reprezentować specyficzne cechy danego środowiska, nie powinni wyróżniać się skomplikowaną psychologią ani być w żaden inny sposób zindywidualizowani. W ten sposób powieść środowiskowa zbliżała się do powieści reportażowej, zaś podobnie jak powieść naturalistyczna miała opierać się na długotrwałych, szczegółowych badaniach autora dokonanych w opisywanym środowisku.

## Przykłady
W Polsce powieść środowiskowa wiąże się przede wszystkim z działalnością warszawsko-lwowskiej grupy Przedmieście z H. Boguszewską i J.Kornackim, współautorami powieści Jadą wozy z cegłą z 1935 r. Koncepcje artystyczne zespołu doczekały się swoich kontynuatorów w latach 60. XX wieku. Za granicą powieści środowiskowe pisali przede wszystkim naturaliści, typowym przykładem jest opis wielkiego magazynu w Wszystko dla pań Émile’a Zoli.